# León Brin
León Brin war ein uruguayischer Politiker.
Brin, der der Partido Nacional angehörte und dort dem riveristischen Flügel zuzurechnen war, hatte als Repräsentant des Departamento Florida in der 27. Legislaturperiode vom 15. Februar 1920 bis zum 10. März 1922 ein Titularmandat als Abgeordneter in der Cámara de Representantes inne. Dort wirkte er im Jahr 1920 als Zweiter Vizepräsident der Abgeordnetenkammer.

## Zeitraum seiner Parlamentszugehörigkeit
- 15. Februar 1920 bis zum 10. März 1922 (Cámara de Representantes, 27. LP)